# Cryptus kamtschaticus
Cryptus kamtschaticus är en stekelart som beskrevs av Heinrich Habermehl 1930.
Cryptus kamtschaticus ingår i släktet Cryptus och familjen brokparasitsteklar. Inga underarter finns listade i Catalogue of Life.